# Microchilus lamprophyllus
Microchilus lamprophyllus là một loài thực vật có hoa trong họ Lan. Loài này được (Linden & Rchb.f.) Ormerod mô tả khoa học đầu tiên năm 2002.